# Ivan Lawler
Ivan Lawler, född den 19 november 1966 i Addlestone, Storbritannien, är en brittisk kanotist.
Han tog bland annat VM-guld i K-2 10000 meter i samband med sprintvärldsmästerskapen i kanotsport 1990 i Poznań.